# Fritz Puchstein
Friedrich „Fritz“ Puchstein (* 7. Oktober 1893 in Österreich-Ungarn; † 31. März 1968 in Wien) war ein österreichischer Unterhaltungskünstler und Schauspieler bei Bühne und Film.

## Leben und Wirken
Puchsteins Karriere begann bereits 1909, als er als Schauspieler und Sänger am Theater „Ronacher“ auftrat. Schon im August desselben Jahres erhielt der Debütant eine erste lobende Kritik, als es anlässlich einer Festivität hieß: „Herr Fritz Puchstein trug humoristische Dichtungen mit größter Wirkung vor.“ Damit schien eine Karriere im komischen Fach vorgezeichnet. In der Spielzeit 1912/13 wechselte Friedrich Puchstein an das Raimundtheater der österreichischen Hauptstadt, 1913 an das Theater in der Josefstadt, wo er mehrere Jahre lang blieb. Im Ersten Weltkrieg wirkte Puchstein zuletzt am Karlsbader Stadttheater und gab zuvor Gastspiele in der österreichischen Provinz (Baden, Krems etc.), in denen er mit seinen darstellerischen und gesanglichen Vorträgen in schweren Zeiten beim Publikum für die heitere Note und gute Laune zu sorgen hatte. Die Wiener Zeitschrift Der Humorist sah in ihm einen „der begabtesten jugendlichen Komiker, der ebenso vorzüglich in Prosastücken, wie in der Operette wirkt“.
Nach dem Krieg wirkte Puchstein zunächst an deutschsprachigen Bühnen im ehemaligen k.u.k.-Grenzgebiet Böhmens wie etwa 1919 in Eger (Cheb) und blieb auch dort humorigen Stoffen (Posse Ein Blitzmädel) treu. 1921 wurde der Wiener Künstler in die Direktion des Stadttheaters von Iglau (Tschechoslowakei) berufen, wo Puchstein nunmehr als Oberspielleiter auch Regie führen durfte. Im Jahr darauf inszenierte er mit Erfolg die Operette Schwarzwaldmädel. Im Herbst 1923 konnte man Puchstein wieder als Schauspieler in der österreichischen Hauptstadt sehen, und er trat unter anderem an der Renaissancebühne in dem Stück Die hohe Schule der Liebe unter der Regie Arnold Korffs und am Bürgertheater in der Operette Mädi auf. Revuen und Lustspiele blieben auch weiterhin das Arbeitsfeld des gefragten Künstlers, im Wiener Kabarett „Hölle“ sah man ihn auch an der Seite von Karl Farkas. Anfang der 1930er Jahre ließ sich Fritz Puchstein mehrere Spielzeiten lang von Rudolf Beer an das Deutsche Volkstheater verpflichten. Danach trat er erneut an der Seite Karl Farkas’ (und dessen Partner Fritz Grünbaums) am Kabarett (diesmal dem „Simpl“) auf. In der Frühphase des Zweiten Weltkriegs inszenierte Puchstein an der Wiener Kleinkunstbühne „Femina“.
Zeitgleich, ab 1934, kamen Angebote vom Film hinzu. Auf der Leinwand spielte Fritz Puchstein Chargen aller Arten; so etwa einen Detektiv in Zarah Leanders deutschsprachigem Debüt Premiere, einen Sekretär in Willi Forsts Kriminalgeschichte Ich bin Sebastian Ott, einen Drogeriegehilfen in Mutterliebe, einen Richter in Ein Leben lang, einen Angestellten in Späte Liebe (auch hier wie schon im zuvor genannten Film als Partner von Paula Wessely), einen Diener in Julia, du bist zauberhaft und schließlich zuletzt einen Nachtportier in der Romanze An der Donau, wenn der Wein blüht. Auch nach 1945 blieb Fritz Puchstein der leichten Muse treu und spielte unter anderem an der Renaissancebühne und gastspielweise an zum Teil winzigen Orten in der österreichischen Provinz. Nunmehr konnte man ihn aber auch in ernsten Stoffen wie beispielsweise dem Drama Die Schiffbrüchigen (1947) und dem Zeitstück Zwei und zwei ist vier (1948) sehen. Puchstein hatte auch für den österreichischen Rundfunk gearbeitet.
Ein anderer Fritz Puchstein, Jahrgang 1894, war Dokumentarfilmer und drehte vor 1939 für die Kulturfilm E. Puchstein (Erika Puchstein) Dokumentationen über den (damaligen) deutschen Osten, vor allem Ostpreußen.

## Filmografie (komplett)
- 1934: Salto in die Seligkeit
- 1935: Eva
- 1936: Premiere
- 1938: Konzert in Tirol
- 1939: Hotel Sacher
- 1939: Ich bin Sebastian Ott
- 1939: Hochzeitsreise zu dritt
- 1939: Mutterliebe
- 1940: Ein Leben lang
- 1941: Oh, diese Männer
- 1943: Späte Liebe
- 1960: Die Glocke ruft (Glocken läuten überall)
- 1961: Julia, du bist zauberhaft
- 1965: An der Donau, wenn der Wein blüht